# Gepaald
Gepaald en gebalkt zijn begrippen uit de heraldiek. Het staat voor respectievelijk een verticale en een horizontale meetkundige verdeling van het schild in een herautstuk.

## Toelichting

Dit wapenschild gepaald met dat van de Koning van Spanje en het grootlint van de Spaanse Orde van Karel III als heraldisch pronkstuk wordt gevoerd door H.M. Koningin Letizia van Spanje

- Een gepaald wapen betekent dat het wapenschild in twee gelijke verticale delen is verdeeld. Soms is het een aanduiding van een alliantie. Toen de koning van Navarra Hendrik IV van Frankrijk werd, paalde hij zijn wapen met dat van Frankrijk. Een dergelijk wapen wordt soms mi-parti genoemd.

In het Frans heet een dergelijk wapen:
mi-parti en 1 d'azur semé de fleurs de lys d'or et en 2 de gueules aux chaînes d'or posées en orle, en croix et en sautoir, chargées en cœur d'une émeraude au naturel.
In het Nederlands zou Gepaald 1 een veld van azuur bezaaid met lelies or, 2 een veld keel beladen met aaneengeschakelde ketenen or geschikt als kruis, andreaskruis en schildzoom beladen met een smaragd in de natuurlijke kleur (sinopel) een passende beschrijving zijn.
- Met gebalkt bedoelt men dat het wapen horizontaal in gelijke delen is verdeeld.

## Het gepaalde wapen van echtgenoten
Het werd gebruikelijk om het wapen van een echtgenote als hartschild in het wapen van een echtgenoot op te nemen en het wapen van de echtgenoot te palen met die van de echtgenote. Het wapen van de echtgenoot staat in het gepaalde wapen altijd rechts geplaatst. De regels verschillen per land en soms wordt een bijzondere oplossing gezocht omdat de heraldiek het  palen van een wapen om praktische redenen soms niet toestaat. Uiteraard worden de figuren in het aldus gepaalde wapen vaak respectant getekend. In het hiernaast getoonde wapen van de Prinses van Asturië heeft de Spaanse heraut hiervan afgezien.
adelaar · Agnus Dei · alliantiewapen · andreaskruis · ankerkruis · armoriaal · baldakijn · barensteel · bezant · Bourgondisch kruis · brisure · cartouche · centaur · cordelière · dekkleed · dorpsvlag · dorpswapen· drieberg · dubbelkoppige adelaar · dwarsbalk · fleur de lis · fleuron · Friese adelaar · gaande leeuw · gecarteleerd · Gelderse leeuw · gepaald · gravenkroon · groot wapen · griffioen · hartschild · helmkroon · helmteken · heraldische kleur · herautstuk · hermelijn · hoed · Hollandse tuin · huismerk · Jeruzalemkruis · karbonkel · keizerskroon · keper · koek · kromstaf · kroon · krukkenkruis · kwartier · kwartileren · kwartierzoom · leeuw · markiezenkroon · merlet · molenijzer · motto · muurkroon · nassaublauw · natuurlijke kleur · Nederlandse leeuw · Nederlandse Maagd · ombrellino · ordeketen · palen · pentagram · pijlenbundel · raadselwapen · raaf · respectant · riddertoernooi · rijksbanier · rijkskleuren · rijksstandaard · rijkswapen · roos · Rudolfinische keizerskroon · Saksenros · Saladins Adelaar · scharlakenrood · schildhoofd · schildhouder · schildvoet · schildzoom · schoof · schuinbalk · schuinstreep sinister · sinister · sleutels van Petrus · socialistische heraldiek · sprekend wapen · stadskleuren · standaard · stedenmaagd · ster · tinctuur · vair · vermeerdering · vlag · vorstenhoed · vrijheidshoed · vrijkwartier · vrouwenwapen · wapen · wapenbelasting · Wapenboek Beyeren · Wapenboek Gelre · wapenbord · wapendiploma · wapendier · wapenkast · wapenkoning · wapenmantel · wapenrecht · wapenrol · wapenstier · wapentent · wassende en afnemende maan · Waterlandse zwaan · Westfriese boomwapens · wildeman · wolfsangel · wrong